# Devil May Cry 4
Devil May Cry 4 (デビルメイクライ4?, Debiru Mei Kurai 4) è un videogioco action del 2008, sviluppato e pubblicato da Capcom per PlayStation 3, Xbox 360 e Microsoft Windows. Si tratta del quarto capitolo della celebre saga di videogiochi Devil May Cry.
Il 31 gennaio 2008 il gioco è uscito in Giappone, assieme al Bundle sia per PlayStation 3 che per Xbox 360. Il Bundle per PlayStation 3 include la versione Ceramic White della console e il Dual Shock 3. In seguito è uscito per le console il 5 febbraio 2008 nel Nord America e il 7 e 8 dello stesso mese in Oceania e Europa. Mentre la versione per PC è stata messa in commercio in tutti i continenti a partire dall'estate del 2008. Cronologicamente è il quarto della serie.
Nel giugno 2015 esce Devil May Cry 4: Special Edition, versione rimasterizzata del gioco per PlayStation 4, Xbox One e Microsoft Windows, che comprende tutti i DLC all'interno del disco di gioco.

## Trama
Devil May Cry 4 si apre con Nero che corre verso la Casa dell'Opera dove è in corso una cerimonia in onore di Sparda; Kyrie, un'amica di Nero, sta aprendo la cerimonia con una canzone e si rammarica di non trovare Nero tra il pubblico. La ragazza comincia a cantare, mentre Nero incontra diversi demoni Scarecrow sulla sua strada verso la Casa dell'Opera; li sconfigge e arriva al Teatro appena in tempo per ascoltare la fine della canzone di Kyrie. A questo punto, Kyrie va a sedersi accanto a lui, su una panca, sulla quale Nero le ha lasciato un regalo; non appena la ragazza si siede, Sua Santità, gran sacerdote dell'Ordine della Spada, inizia un sermone sulla necessità di aver fede nel loro dio, Sparda. Annoiato, Nero tenta di andarsene, ma è trattenuto dal suo braccio, che comincia a emanare bagliori. Nel frattempo, Dante irrompe attraverso il soffitto e uccide Sua Santità con un proiettile in mezzo agli occhi; le guardie della cattedrale cominciano quindi ad attaccare Dante, che le sconfigge con facilità.
Nel caos, Credo, Generale Supremo dei Sacri Cavalieri di Fortuna e fratello di Kyrie, trascina sua sorella fuori dalla Cattedrale e promette di tornare con alcuni rinforzi, mentre Nero tenta di sconfiggere Dante; alla fine dello scontro, Dante usa il suo attacco Stinger, che Nero blocca col proprio braccio, dotato di poteri demoniaci; Nero libera il potere del braccio demoniaco per sconfiggere Dante impalandolo con la sua stessa spada, la Rebellion, alla statua di Sparda posta dietro l'altare; affatto turbato, Dante estrae la spada dal proprio corpo. Indicando i Cavalieri dell'Ordine che ha ucciso, Dante rivela a Nero che loro erano dei demoni.
A Nero viene affidato il compito di catturare Dante e portarlo al cospetto dell'Ordine affinché risponda per i propri crimini a Credo, mentre Kyrie recupera il regalo fattole da Nero dalle macerie: una collana, che indossa. Appena Nero, Credo e Kyrie escono dalla Casa dell'Opera, un'orda di demoni comincia a devastare la città. Credo allontana Kyrie e raccomanda a Nero di stare attento. mentre quest'ultimo prende a uccidere i demoni.
La ricerca di Dante porta Nero in una miniera, al di fuori della quale scopre un'enorme porta da cui esce il demone Berial; dopo un lungo combattimento, Berial rimane stupefatto di come un umano sia riuscito a sconfiggerlo e nota anche il suo braccio demoniaco, ma è costretto a ritirarsi di nuovo di là dalla porta. Nero arriva al Castello di Fortuna, dove incontra Gloria, un nuovo membro dell'Ordine. Nero scopre che il castello è infestato da ogni sorta di demoni, e anche da armature angeliche senzienti grazie alle energie demoniache. Nel cortile si scontrerà contro il demone Bael, che riuscirà a sconfiggere, e chiuderà la porta dalla quale era uscito prima che i suoi simili la varchino. Lungo la strada, un filmato rivela che Sua Santità è stato unito all'anima di un demone al fine di farlo risorgere. Viene introdotto anche il personaggio di Agnus, il balbuziente scienziato e direttore della manipolazione del potere demoniaco dell'Ordine.
Alla fine Nero trova nei sotterranei del Castello di Fortuna l'ingresso alla struttura di ricerca di Agnus. Qui, viene rivelato che Agnus ha usato i resti della katana distrutta di Vergil, Yamato, e il suo potere demoniaco per creare portali per il Mondo dei Demoni in tutta la città col fine di raccogliere energia demoniaca per l'Ordine. Con un attacco a sorpresa, Nero viene ferito dagli Angeli Bianchi agli ordini di Agnus, e a quel punto qualcosa si risveglia dentro di lui, che ripristina Yamato, la quale vola dritto nella sua mano. Nero distrugge gli Angeli Bianchi di Agnus con l'aiuto di Yamato, e un'intimidatoria aura spettrale dal colore blu demoniaco gli aleggia attorno prima che collassi esausto. Agnus ne approfitta per fuggire e riferire a Sua Santità del nuovo potere di Nero. Durante tale incontro Sua Santità, ora rigenerato, si rende conto che Nero rappresenta una minaccia per i loro piani e invia Credo a prendersi cura di lui, mentre Gloria prenderà il suo posto per inseguire Dante.
Nero sopraggiunge vicino a una foresta, dove rincontra di nuovo Dante che confabula su una misteriosa Porta come possibile causa della presenza dei demoni; prima che Nero possa affrontarlo, Dante si getta giù da un dirupo e scompare. Avventuratosi nella foresta, Nero si scontra con Echidna, demone femminile che controlla le piante, ma riesce a ricacciarla verso la porta.
Uscito dalla foresta, alla fine, Nero incontra Credo, il quale è entrato in contatto col potere demoniaco. Trasformandosi in un demone, Credo pensa di essere un angelo. Costernato per il tradimento di Credo, Nero lo affronta quando all'improvviso appare Kyrie che vede Nero sconfiggere suo fratello. Agnus approfitta della situazione e rapisce Kyrie, dopo averle fatto credere che Nero sia un demone. Sconvolto dal fatto che sua sorella sia stata usata, Credo si scusa con Nero, promettendogli di ritornare dopo aver scoperto le vere intenzioni di Sua Santità.
Nero continua il suo viaggio, ora per salvare Kyrie da Sua Santità, e ancora una volta incontra Dante. Non avendo più il compito di catturarlo, intende semplicemente evitare Dante e continuare la sua missione. Tuttavia, Dante rivuole Yamato, rivelando che questa era la spada di suo fratello e che il suo compito è quello di separare il mondo degli umani da quello dei demoni constatando che è un oggetto troppo potente e che non possa circolare liberamente. I due lottano e Dante ne esce vittorioso; tuttavia, rivela a Nero che la battaglia era un test per assicurarsi di potersi fidare di Nero, almeno per il momento. I due infine si alleano e a Nero è concesso di tenere Yamato e di ricominciare la sua ricerca. Non appena Nero si allontana, Gloria appare dinnanzi a Dante, e qui si scopre che in realtà lei è la partner di Dante, Trish. Così, si viene a sapere che Trish ha spiato l'Ordine nei panni di Gloria per l'intero gioco. Lei si chiede se sia saggio consentire a Nero di tenere Yamato e Dante la rassicura.
Infine Nero trova Sua Santità, con un'enorme statua dalle fattezze di Sparda, che chiama Il Salvatore. Sua Santità rivela che solo Yamato e la spada Sparda, insieme al sangue di Sparda possono risvegliare Il Salvatore e scatenare l'Inferno. Nero e Sua Santità combattono e Sua Santità usa Kyrie come scudo umano per distrarre Nero e catturarlo. Improvvisamente, Credo, dopo aver abbandonato la sua fede, arriva e tenta di soccorrere i due. È sconfitto da Sua Santità, che lo trafigge utilizzando Yamato e rivela il suo piano: dovevano attirare e catturare Dante, in quanto dentro di lui scorre il sangue di suo padre Sparda, per risvegliare Il Salvatore, ma rivela che anche Nero è un discendente del sangue di Sparda e che quindi bagnando Yamato col suo sangue Il Salvatore potrà svegliarsi; a questo punto usa Yamato per colpire Nero, il quale viene assorbito dal Salvatore. Dante e Trish compaiono, incapaci di interrompere il procedimento, promettendo a Credo in fin di vita di salvare Kyrie e Nero.
Agnus, sotto la città, con Yamato apre la Porta dell'Inferno, che consente l'arrivo di innumerevoli demoni a Fortuna. Usando Il Salvatore per sconfiggere tali demoni, Sua Santità mostra quale fosse fin dal principio il suo fine ultimo, ovvero dare la città in pasto ai demoni per poi comportarsi come il loro "Salvatore" Sparda, al fine di risollevare la fede del popolo e di espanderla per tutto il mondo per poterlo così dominare. Dante, facendosi strada attraverso Fortuna e i suoi demoni, riesce a distruggere Echidna, Dagon e Berial e le rispettive Porte dell'Inferno, per poi uccidere Agnus, chiudendo l'ultima Porta.
Si occupa poi del Salvatore, prendendo Yamato e conficcandogliela nel torace, dove Nero la reclama dall'interno del mostro. Affrontando Sua Santità, Nero assiste all'interpretazione distorta della volontà di Sparda e lo sconfigge, liberando Kyrie alla fine della battaglia. In seguito, Nero restituisce la spada Sparda a Dante, quando Il Salvatore si risveglia, avendo assorbito Sua Santità. Distruggendo questo demone finale, Nero fa la pace con il suo braccio demoniaco, sempre stato per lui motivo di discriminazione.
Avendo già restituito Sparda, Nero tenta di restituire Yamato a Dante, che invece gliela affida. I due si salutano con la promessa che forse un giorno si rincontreranno. Nero e Kyrie si riconciliano tra le rovine di Fortuna; la ragazza afferma che egli è la persona più umana che abbia mai conosciuto, nonostante la sua eredità demoniaca, e stanno per baciarsi quando sono interrotti dagli Scarecrow. Nero prontamente si prepara ad affrontarli.
Nel frattempo, Lady ritorna all'ufficio Devil May Cry, dove aveva assunto Dante dandogli il compito di recarsi a Fortuna.

## Protagonisti
- Nero: il nuovo protagonista, è un ragazzo di 17 anni e membro dei Sacri Cavalieri dell'Ordine della Spada. Nero sembra essere una versione più giovane di Dante, in quanto condividono i capelli bianchi e i lineamenti; ma, al contrario del figlio di Sparda, è serio e asociale, tranne verso Kyrie, della quale è segretamente innamorato. Inizialmente la sua origine era sconosciuta, in un artbook della serie[4] e nel quinto capitolo viene però confermato che egli non è nient'altro che un figlio illegittimo di Vergil avuto con una donna originaria di Fortuna dall'identità sconosciuta molti anni prima. Nero ha ereditato le caratteristiche demoniache della famiglia principalmente sul suo braccio destro. Poiché non è consapevole della propria parentela con la famiglia di Sparda, considera i poteri demoniaci una maledizione, il che lo porta a essere ancora più distaccato dagli altri.
- Dante: protagonista della saga, in questo gioco Dante ha un ruolo da comprotagonista, anche se più avanti sarà possibile controllarlo. Arriva a Fortuna, dove cerca di mandare a monte i piani dell'Ordine della Spada di dominare il mondo con le energie demoniache; ma oltre a vedersela con i membri, Dante verrà ostacolato da Nero, un ragazzo in possesso di poteri demoniaci e anche di Yamato, la spada del fratello di Dante, Vergil. I due, durante l'avventura, cominceranno a capirsi. Inoltre, come rivelato nel quinto capitolo, egli ha scoperto che Nero è figlio di Vergil, quindi Dante, di fatto, è suo zio.
- Kyrie: protagonista femminile del gioco, è una ragazza nota per le sue abilità musicali, e per questo svolge il ruolo di compositrice. Fin da piccola, da quando Nero è stato accolto nella sua famiglia, ha sempre trovato simpatico il ragazzo, e col tempo il loro rapporto si è consolidato sempre di più.
- Credo: fratello di Kyrie e Generale Supremo dei Sacri Cavalieri dell'Ordine della Spada, oltre che abilissimo spadaccino; la sua serietà, a volte, si scontra con l'atteggiamento arrogante di Nero, che però, in fin dei conti, lo ritiene un buon membro per l'Ordine e un valido compagno per sua sorella.
- Trish: aiutante di Dante come acchiappademoni, Trish è in realtà un demone capace di controllare l'elettricità, oltre che abile nell'uso di due pistole. Per spiare dall'interno i piani dell'Ordine della Spada, si nasconde sotto il nome di Gloria, una donna avvenente ma letale grazie ai suoi pugnali.
- Lady: acchiappademoni e amica di Dante e Trish. È lei che li induce a scoprire i segreti che nasconde l'Ordine della Spada, in quanto, a detta sua, intralciavano il suo lavoro catturando i demoni.

## Armi

### Armi di Nero
- Red Queen: simile alle spade che usano i Sacri Cavalieri; ha però una natura meccanica, alimentata da un sistema a benzina chiamato Exceed, attivabile in modo simile all'acceleratore di una moto: spruzzatala benzina sulla lama, questa si incendia, consentendo di sferrare attacchi più potenti.
- Blue Rose: una rivoltella costruita personalmente da Nero, dotata di due canne che permettono di sparare due colpi insieme.
- Devil Bringer: il braccio destro di Nero, rimasto infettato da una strana forza malvagia, è ricoperto con scaglie blu cobalto ed emana una luce azzurra. Grazie al Devil Bringer, Nero può far apparire una copia evanescente del suo braccio per poter afferrare i nemici; inoltre, può immagazzinare i poteri che Nero raccoglie.
- Yamato: spada appartenuta un tempo a Vergil, il fratello di Dante, è stata ritrovata dall'Ordine e usata da Agnus per attirare i demoni per i propri esperimenti, oltre che riparata per poter aprire la Porta dell'Inferno. Nero, grazie al Devil Bringer, riuscirà a ripararla in modo misterioso e ad assimilarla, scatenando i suoi poteri latenti.
- Devil Trigger: ogni volta che Nero usa Yamato, i poteri della spada scorrono dentro di lui, illuminandogli gli occhi di rosso e facendo apparire dietro di lui un'entità azzurra molto simile alla forma Devil Trigger di Vergil, che combatte insieme a lui.

### Armi di Dante
- Rebellion: una spada, ricordo di suo padre Sparda, è la manifestazione fisica dei suoi poteri.
- Ebony & Ivory: due pistole create da Dante e in grado di sparare una veloce raffica di proiettili.
- Coyote-A: fucile a pallettoni modificato da Dante per essere usato contro i nemici demoniaci.
- Gilgamesh: arma fatta di metallo demoniaco che assorbe materiale organico e lo trasforma in acciaio, molto simile ai Beowulf del precedente capitolo; la si ottiene dopo aver sconfitto Echidna.
- Pandora: arma demoniaca simile a una valigetta, in grado di trasformarsi in 666 fogge; nel gioco se ne vedono solo tre: una mitraglietta, un bazooka e una postazione missilistica. La si ottiene dopo aver sconfitto Dagon.
- Lucifer: arma che si attacca alla schiena del portatore e dalle cui zampe fuoriescono lame cremisi che possono anche esplodere; la si ottiene dopo aver sconfitto Berial.
- Yamato: spada appartenuta un tempo a Vergil, il fratello di Dante. Una volta recuperata dopo la sconfitta Agnus, Dante la userà per distruggere la Porta dell'Inferno e la consegnerà a Nero per il suo ultimo scontro. Alla fine la cederà definitivamente al ragazzo, affermando che con lui è in buone mani.

## Nemici
- Scarecrow: demone formato di una moltitudine di trypoxylus che si muovono all'unisono dentro pezzi di stoffa ricuciti, formando una sorta di spaventapasseri; ne esistono due tipi: alcuni hanno una spada al posto del braccio destro; altri, al posto della gamba destra, risultando più dinamici.
- Mega Scarecrow: Scarecrow pieni di trypoxylus e armati con tre lame per mano più una a mezzaluna sulla schiena; la testa è girata al contrario, e per questo tengono il corpo abbassato; sono molto più pericolosi del normale in quanto possono roteare su sé stessi e tagliare ogni cosa.
- Frost: già incontrati nel primo capitolo, questi demoni possono attaccare con i loro lunghi artigli ghiacciati e il loro scudo;inoltre, possono recuperare le forze avvolgendosi nel ghiaccio.
- Assault: demoni simili a lucertole antropomorfe in grado di scavare nel terreno con i loro lunghi artigli e di proteggersi con il loro scudo, ma senza di esso diventano praticamente inermi.
- Blitz: demone corazzato con placche ossee e dal quale scaturisce elettricità. Benché non possa vedere, può usare gli altri sensi per individuare la preda; ma in questo caso, potrebbe colpire anche gli altri demoni: utile in molti casi.
- Gladius: demone creato da Agnus incrociando una spada e un rettile; nella sua forma demoniaca è in grado di volare, e nella sua forma di spada diventa un'arma; viene usato da Agnus nei combattimenti.
- Cutlass: demone creato da Agnus incrociando una spada e un pesce; la pinna dorsale è affilatissima e può tagliare terra e pietra, permettendo alla Cutlass di superare questi ostacoli senza nemmeno un graffio.
- Basilisk: demone creato da Agnus. Assomiglia a un cane da caccia scheletrico dal quale scaturiscono delle fiamme; tuttavia può far scattare rapidamente la testa come il proiettile di un'arma da fuoco, per poi far rinascere la testa dalle fiamme.
- Chimera Seed: demoni simili a rampicanti con due zampe; sono parassiti che cercano ospiti per sopravvivere e quando lo fanno. sbocciano, aiutando l'ospite con due liane dalla punta affilata.
- Mephisto: demone volante di colore rosso avvolto da una cappa nera di gas che gli permette di attraversare gli oggetti; può attaccare con i suoi artigli letali, ma la loro cappa può essere dissolta da armi da fuoco, rivelando la sua vera forma e natura da codardo.
- Faust: demone più potente di Mephisto, si differenzia da quest'ultimo per il corpo scheletrico bianco e una testa formata da una maschera da Opera, fluenti capelli biondi e un largo cappello a tricorno; inoltre può creare delle lame per attaccare a distanza.
- Bianco Angelo: soldato creato con una delle armature dell'Ordine con l'energia dei frammenti di Nelo Angelo; sono armati di lance, e i loro imponenti scudi e possono essere montati sulla schiena diventando due ali, permettendo loro di volare.
- Alto Angelo: cavaliere dell'Ordine della Spada divenuto demone con la cerimonia di ascensione; simile a un Bianco Angelo ma più dorato e armato di spada; ha le stesse abilità di un Bianco Angelo.
- Fault: demoni che restano in attesa che una preda finisca sopra di loro per poi divorarle; a volte possono ospitare creature demoniache.

### Boss
- Berial: demone di uno dei più tremendi gironi infernali: l'Inferno di fuoco. Assomiglia ad un centauro draconico, avvolto da fiamme che lo proteggono da qualsiasi attacco e armato con un'enorme spada incandescente. In passato aveva combattuto contro Sparda, finendo però sconfitto. È l'unico tra tutti a cui Dante dà la possibilità di ritirarsi senza ucciderlo, in quanto Berial si mostra, a differenza degli altri demoni, un guerriero con un certo senso dell'onore. Tuttavia, avendo già battuto in ritirata contro Nero, Berial rifiuta di disonorarsi ulteriormente.
- Bael: demone simile a un rospo con una coda, con il dorso completamente rivestito di cristalli. Sulla testa sono presenti due antenne che terminano con due demoni femminili seducenti di colore blu chiamate Rusalka, le quali vengono usate per attirare le prede, mentre il corpo principale viene nascosto da un gas. Anche la lingua può essere usata come arma.
- Dagon: demone simile a Bael, ma con la pelle più scura e le Rusalka rosse, ma non presenta molte differenze rispetto a Bael.
- Echidna: demone con la forma di un drago serpentino in grado di spargere molti semi dai quali nascerà la sua progenie. Tuttavia, la testa, divisa in quattro parti e può aprirsi completamente rivelando un corpo umanoide femminile.
- Agnus: capo alchimista dell'Ordine della Spada, con l'unico difetto che in certi momenti balbetta. È lui a creare i Gladius e le Cutlass, servendosene come armi. Nella sua forma demoniaca dopo la cerimonia dell'ascensione, Agnus diventa un essere umanoide bianco con caratteristiche da falena: le gambe presentano due piedi muniti di altrettanti artigli; dietro la schiena si estende il corpo di una falena dal quale si agitano sei ali che gli permettono di volare; la testa presenta due corna ai lati rivolte davanti, l'occhio destro bianco e quello sinistro rosso, e un'aureola.
- Angelo Credo: forma demoniaca di Credo dopo la cerimonia dell'ascensione. Il corpo diventa bianco con una coda e l'ala destra. Il torace, il volto e le gambe artigliate sono neri; la spada diventa un'enorme sciabola, mentre al posto della mano sinistra è presente un enorme scudo nero con una macchia dorata. Sulla testa presenta due lunghe piccole ali e un'aureola.
- Sanctus: chiamato per tutta la durata del gioco Sua Santità, è il leader dell'Ordine della Spada, responsabile di ogni sua macchinazione e l'antagonista principale. Decide di dominare il mondo creando Il Salvatore, prendendo così il posto di "difensore della Terra" come fece Sparda contro i demoni. Dopo la cerimonia dell'ascensione, l'unico cambiamento è l'utilizzo di poteri magici, primo tra i quali il teletrasporto. All'interno del Salvatore, si presenta con una veste dorata, due lunghe corna che gli partono dalla schiena e delle ali cremisi simili a filamenti; inoltre, è armato della spada Sparda.
- Il Salvatore: è un'enorme statua raffigurante Sparda ma dai tratti più angelici: restano le corna che sono dorate, e compaiono delle fasce ai polsi e alle caviglie con delle ali. È dotato di poteri immensi, ma anche dei punti deboli: gli zaffiri posizionati sui suoi arti, sul petto e sulla fronte. Dopo la sconfitta di Sanctus, il Salvatore lo assimilerà diventando il "Falso Salvatore": la faccia, infatti, ricorda quella di Sanctus.

## Riavvio (reboot)
Al TGS 2010, Capcom annuncia DmC Devil May Cry, narrante le gesta di un Dante adolescente e ancora non consapevole della sua natura demoniaca. Il titolo è un riavvio ambientato in un universo parallelo ed è stato sviluppato per PlayStation 3 e Xbox 360 da parte di Ninja Theory (creatori di Heavenly Sword e Enslaved: Odyssey to the West).

## Citazioni di altre opere
Poco prima di sfidarsi a duello, Dante e Agnus citano insieme un famoso monologo dell'Amleto di Shakespeare; alla fine dello scontro, Dante chiude la scena con una famosa citazione di Shakespeare stesso: E tutto il resto è silenzio. Sono inoltre presenti diverse citazioni alle opere di Goethe: una missione si chiama Affinità elettive, come l'omonimo libro, e due tipi di nemici si chiamano Faust e Mephisto, rispettivamente i nomi dei due protagonisti del romanzo Faust.

## Accoglienza
| Testata         | Versione | Giudizio |
| --------------- | -------- | -------- |
| Play Generation | PS3      | 93/100   |

La rivista Play Generation lo classificò come il secondo miglior gioco d'avventura del 2008. La stessa testata diede alla versione per PlayStation 3 un punteggio di 93/100, trovando lo "stylish" di azione e avventura firmato Capcom come di eccelsa qualità, proprio come la serie ha abituato i suoi giocatori fin dalle origini.